# Здание Великой армии республики
Здание Великой армии республики (англ. Grand Army of the Republic Building) ― памятник архитектуры в городе Скрантон, округ Лакаванна, штат Пенсильвания, США.

## Описание
Здание было построено в 1886 году из красного кирпича и гранита в неороманском стиле по проекту архитектора Джона Дакворфа. Состоит из двух секций: первая ― трёхэтажная (вместе с подвальным помещением) размером 12 на 18 метров, вторая ― четырёхэтажная (также вместе с подвальным помещением) размером 12 на 10 метров. Здание имеет крыльцо с колоннами, выполненными из красного гранита, резную кирпичную арку, богато украшенный резной кирпичный карниз, каменные арки, а также угловую башню с округлённым куполом, фиал которого находится на высоте в 27,5 метров. Первоначально в здании располагалась гостиница, позднее здесь был масонский храм, а в 1901 году строение было выкуплено обществом Великой армии республики ― организации, которая просуществовала до 1956 года и объединяла ветеранов армии и флота Союза, которые принимали участие в Гражданской войне в США.
Здание Великой армии республики было включено в Национальный реестр исторических мест США в 1984 году.